# Ulf Näsman
Ulf Näsman, född 16 mars 1944, avliden 27 november 2023, var professor i arkeologi vid Högskolan i Kalmar.
Näsmans specialitet var järnåldern i Sydskandinavien, särskilt Ölands fornborgar. Han deltog bland annat i utgrävningen av Eketorps borg. 2002 blev han lektor och 2005 professor vid Högskolan i Kalmar, som 2010 blev en del av Linnéuniversitetet.

## Utmärkelser, ledamotskap och priser
- Ledamot av Vetenskapssocieteten i Lund (LVSL, 1994)[1]